# Iso-Köyrinen
Iso-Köyrinen eller Köyristräsket, finska: Iso Köyrinen, är en sjö i Finland. Den ligger i kommunen Kronoby i landskapet Österbotten, i den centrala delen av landet, 400 km norr om huvudstaden Helsingfors. Iso-Köyrinen ligger 61,1 meter över havet. I omgivningarna runt Iso-Köyrinen växer i huvudsak blandskog. Arean är 40 hektar och strandlinjen är 3,43 kilometer lång. Sjön  ingår i Kelviå å huvudavrinningsområde. 